# Wassili Tarassowitsch Tschemodanow
Wassili Tarassowitsch Tschemodanow (* 1903; † 27. November 1937) war ein sowjetischer Funktionär der Kommunistischen Jugendinternationale.
Tschemodanow engagierte sich im Komsomol und trat 1924 der Kommunistischen Partei Russlands (Bolschewiki) (KPR (B)), der späteren KPdSU, bei. Ab 1931 war er Generalsekretär des Exekutivkomitees der Kommunistischen Jugendinternationale. Während der Stalinschen Säuberungen wurde er jedoch verhaftet und hingerichtet.
Wassili Tschemodanow liegt auf dem Moskauer Donskoi-Friedhof begraben.
| Personendaten    | Personendaten                                                    |
| ---------------- | ---------------------------------------------------------------- |
| NAME             | Tschemodanow, Wassili Tarassowitsch                              |
| KURZBESCHREIBUNG | sowjetischer Funktionär der Kommunistischen Jugendinternationale |
| GEBURTSDATUM     | 1903                                                             |
| STERBEDATUM      | 27. November 1937                                                |